# Получение округом Колумбия статуса штата США

Флаг США с 51 звездой, разработанный Институтом геральдики Армии США

Флаг округа Колумбия

Протестный флаг с надписью «Налогообложение без представительства»

Получение округом Колумбия статуса штата Соединённых Штатов Америки (англ. Obtaining the status of a U.S. State by the District of Columbia) является предметом дискуссии в американском обществе.
Палата представителей США приняла закон, согласно которому на бо́льшей части территории округа Колумбия (кроме зданий федеральных органов государственной власти и федеральных памятников) организуется 51-й штат США — Вашингтон, Содружество Дуглас (англ. Washington, Douglass Commonwealth), однако закон всё ещё не одобрен сенатом и не утверждён президентом.
Главной предпосылкой к получению статуса штата является тот факт, что депутаты в Конгресс США избираются только от штатов, и жители округа Колумбия, таким образом, не имеют в нём представительства. От округа Колумбия в Палату представителей посылается один делегат, но он не имеет права голоса, так как в соответствии с Конституцией США (разд. 2 ст. 1) представителем может быть только житель штата. При этом население округа составляет 600 тысяч человек, что больше, чем в штате Вайоминг.

## История
Судьба округа неоднократно обсуждалась в Конгрессе. Предыдущее голосование относительно притязаний округа Колумбия на статус штата состоялось в ноябре 1993 года, но проект был отклонён: 153 за и 277 против.
Предоставление округу Колумбия статуса штата — программный пункт местной политической партии D.C. Statehood Green Party.
По результатам референдума, проводившегося одновременно с выборами президента США 8 ноября 2016 года, было принято решение о придании округу Колумбия статуса штата США. Данное решение должно быть рассмотрено Конгрессом США. 26 июня 2020 года Палата представителей США проголосовала за предоставление округу статуса штата. Это решение должно быть утверждено Сенатом.
Закон имеет некоторые положения:
- Существующая территория округа Колумбия принимается в США как 51-й штат «Вашингтон, Содружество Дуглас».
- Белый дом, Капитолий, здание Верховного суда, основные федеральные здания и федеральные памятники образуют отдельный округ — столицу США.
- Содружество Дуглас изберёт двух сенаторов и, первоначально, одного члена Палаты представителей.
- Количество членов Палаты представителей будет увеличено до 436 с 435.
- Закон о делегатах округа Колумбия будет отменён.
- Запускается ускоренный процесс внесения и ратификации новой конституционной поправки, отменяющей 23-ю поправку, формулировка которой предусматривает, что «округ, являющийся резиденцией правительства Соединенных Штатов, имеет право на число выборщиков президента и вице-президента равному общему числу сенаторов и представителей в Конгрессе, на которое округ имел бы право, если бы он был штатом».
- Нынешние местные органы власти (мэр и городской совет) реорганизуются в губернатора и законодательный совет.

В апреле 2021 года администрация президента США Джо Байдена поддержала наделение округа Колумбия статусом штата.
В мае 2023 года Законодательная резолюция 146, представленная сенаторами штата Линкольн Даниэль Конрад и Джордж Дунган, призвала делегацию Конгресса Небраски поддержать статус столицы страны как штата, если она будет принята всем законодательным собранием. Это было бы необязательным поощрением для представителей США..